# Julius Haxel
Julius Haxel (* 31. März 1904 in Obernhof; † 21. Februar 1983 in Bad Ems) war ein deutscher Landwirt, Winzer und Politiker (SPD).

## Leben
Haxel wurde als Sohn eines Landwirts geboren. Nach dem Besuch der Volksschule in Obernhof absolvierte er eine Schlosserlehre. 1930 übernahm er die elterliche Landwirtschaft, die er in den folgenden Jahren zum Weinbaubetrieb spezialisierte. 1922 trat er in die SPD ein, für die er bis 1933 dem Gemeinderat von Obernhof angehörte. Am 12. November 1939 beantragte er die Aufnahme in die NSDAP und wurde zum 1. Juni 1940 aufgenommen (Mitgliedsnummer 7.648.263). Von 1940 bis 1945 nahm er als Soldat am Zweiten Weltkrieg teil. Zuletzt geriet er in Gefangenschaft, aus der er Ende 1945 entlassen wurde.
Nach seiner Rückkehr betätigte sich Haxel wieder als selbständiger Landwirt und Winzer in Obernhof. Daneben wirkte er als Vorsitzender des örtlichen Ortsbauern- und Winzerverbandes. Er war seit 1946 wieder Mitglied der Sozialdemokraten und wurde zum Vorsitzenden des SPD-Ortsvereins Obernhof gewählt. Seine Tätigkeit in der Kommunalpolitik setzte er fort; er war erneut Mitglied des Gemeinderates und Erster Beigeordneter in Obernhof, Mitglied im Kreistag und bis 1964 Mitglied im Kreisausschuss des Unterlahnkreises.
Bei den Landtagswahlen 1955, 1959 und 1963 wurde Haxel jeweils über die Landesliste der SPD in den Rheinland-Pfälzischen Landtag gewählt. Bei der Landtagswahl im April 1967 errang er kein Mandat, er konnte aber am 12. Oktober 1967 für den ausgeschiedenen Abgeordneten Willi Peiter in den Landtag nachrücken, dem er bis 1971 angehörte. Im Parlament war er von 1955 bis 1959 Mitglied des Agrarpolitischen Ausschusses, von 1955 bis 1967 Mitglied des Weinbau- und Weinwirtschaftsausschusses und von 1967 bis 1971 Mitglied des Petitionsausschusses.
Julius Haxel war verheiratet und hatte fünf Kinder.

## Auszeichnungen
- 1967: Verdienstkreuz 1. Klasse der Bundesrepublik Deutschland